# Uroš Đurđević
Uroš Đurđević (en serbe en écriture cyrillique : Урош Ђурђевић) est un footballeur monténégrin né le 2 mars 1994 à Belgrade. Il évolue au poste d'attaquant au Atlas FC.

## Biographie

### En club
Il réussit la performance d'inscrire 24 buts dans le championnat de Serbie lors de la saison 2016-2017, ce qui faitr de lui le meilleur buteur du championnat, à égalité avec Leonardo.

### En équipe nationale
Avec les moins de 19 ans, il participe à deux championnats d'Europe, en 2012 puis en 2013. Lors de l'édition 2012, il joue trois matchs. Lors de l'édition 2013, il dispute cinq matchs. Il marque un but en demi-finale contre le Portugal. La Serbie remporte le tournoi en battant la France en finale.
Il dispute ensuite avec les espoirs le championnat d'Europe espoirs en 2017. Il joue trois matchs lors de ce tournoi, inscrivant un but contre la Macédoine. Il est par ailleurs capitaine contre le Portugal et l'Espagne.

## Statistiques
| Saison                | Club                  | Championnat           | Championnat | Championnat | Coupe(s) nationale(s) | Coupe(s) nationale(s) | Compétition(s) continentale(s) | Compétition(s) continentale(s) | Compétition(s) continentale(s) | Total | Total |
| Saison                | Club                  | Division              | M.          | B.          | M.                    | B.                    | Comp.                          | M.                             | B.                             | M.    | B.    |
| 2011-2012             | Rad Belgrade          | Superliga             | 7           | 0           | -                     | -                     | C3                             | -                              | -                              | 7     | 0     |
| 2012-2013             | Rad Belgrade          | Superliga             | 23          | 9           | 2                     | 0                     | -                              | -                              | -                              | 25    | 9     |
| 2013-2014             | Rad Belgrade          | Superliga             | 11          | 2           | 1                     | 0                     | -                              | -                              | -                              | 12    | 2     |
| Sous-total            | Sous-total            | Sous-total            | 41          | 11          | 3                     | 0                     | -                              | -                              | -                              | 44    | 11    |
| 2013-2014             | Vitesse Arnhem        | Eredivisie            | 6           | 0           | -                     | -                     | C3                             | -                              | -                              | 6     | 0     |
| 2014-2015             | Vitesse Arnhem        | Eredivisie            | 17+1        | 1+0         | 1                     | 0                     | -                              | -                              | -                              | 19    | 1     |
| 2015-2016             | Vitesse Arnhem        | Eredivisie            | 1           | 0           | -                     | -                     | C3                             | 1                              | 0                              | 2     | 0     |
| Sous-total            | Sous-total            | Sous-total            | 25          | 1           | 1                     | 0                     | -                              | 1                              | 0                              | 27    | 1     |
| 2015-2016             | US Palerme            | Serie A               | 14          | 2           | -                     | -                     | -                              | -                              | -                              | 14    | 2     |
| Sous-total            | Sous-total            | Sous-total            | 14          | 2           | -                     | -                     | -                              | -                              | -                              | 14    | 2     |
| 2016-2017             | Partizan Belgrade     | Superliga             | 22+7        | 18+6        | 5                     | 4                     | C3                             | -                              | -                              | 34    | 28    |
| 2017-2018             | Partizan Belgrade     | Superliga             | 5           | 3           | -                     | -                     | C1+C3                          | 4+2                            | 2+2                            | 11    | 7     |
| Sous-total            | Sous-total            | Sous-total            | 34          | 27          | 5                     | 4                     | -                              | 6                              | 4                              | 45    | 35    |
| 2017-2018             | Olympiakos Le Pirée   | Superleague           | 19          | 4           | 6                     | 3                     | C1                             | 5                              | 0                              | 30    | 7     |
| Sous-total            | Sous-total            | Sous-total            | 19          | 4           | 6                     | 3                     | -                              | 5                              | 0                              | 30    | 7     |
| 2018-2019             | Sporting de Gijón     | LaLiga 2              | 38          | 11          | 2                     | 1                     | -                              | -                              | -                              | 40    | 12    |
| 2019-2020             | Sporting de Gijón     | LaLiga 2              | 30          | 6           | -                     | -                     | -                              | -                              | -                              | 30    | 6     |
| Sous-total            | Sous-total            | Sous-total            | 68          | 17          | 2                     | 1                     | -                              | -                              | -                              | 70    | 18    |
| Total sur la carrière | Total sur la carrière | Total sur la carrière | 201         | 62          | 17                    | 8                     | -                              | 12                             | 4                              | 230   | 74    |

## Palmarès
Partizan Belgrade
- Champion de Serbie en 2017
- Vainqueur de la Coupe de Serbie en 2017

 Serbie -19 ans
- Vainqueur du championnat d'Europe des moins de 19 ans en 2013